# Lysasterias joffrei
Lysasterias joffrei är en sjöstjärneart som först beskrevs av Jean Baptiste François René Koehler 1920.  Lysasterias joffrei ingår i släktet Lysasterias och familjen trollsjöstjärnor. Inga underarter finns listade i Catalogue of Life.